# Mammillaria thornberi
Mammillaria thornberi là một loài thực vật có hoa trong họ Cactaceae. Loài này được Orcutt mô tả khoa học đầu tiên năm 1902.